# Neuville-Saint-Vaast
Neuville-Saint-Vaast is een gemeente in het Franse departement Pas-de-Calais (regio Hauts-de-France). De plaats maakt deel uit van het arrondissement Arras. Neuville-Saint-Vaast telde op 1 januari 2022 1.626 inwoners.

## Geografie
De oppervlakte van Neuville-Saint-Vaast bedroeg op 1 januari 2022 12,59 vierkante kilometer; de bevolkingsdichtheid was toen 129,2 inwoners per km².

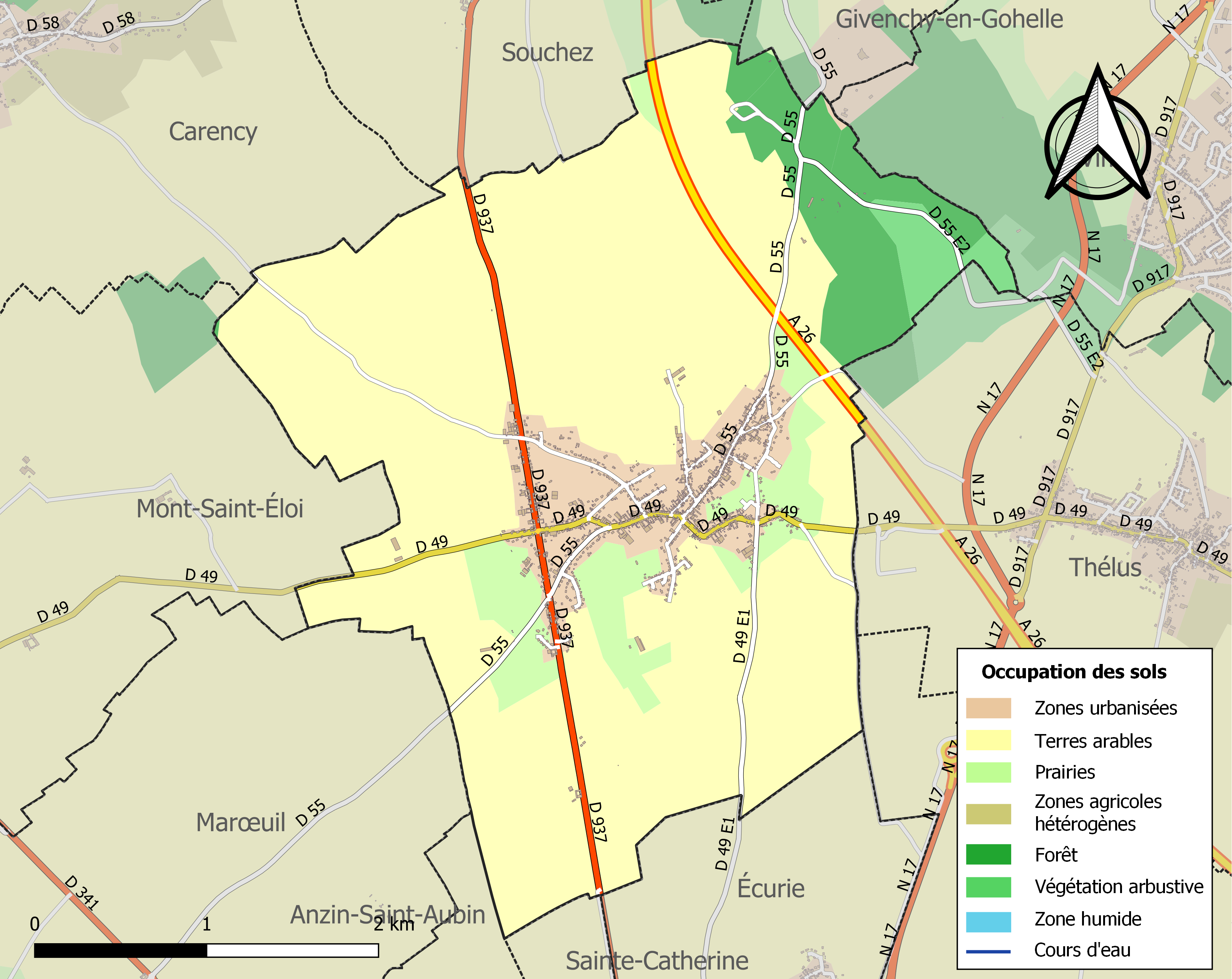
Kaart van de gemeente met belangrijkste infrastructuur, bodemgebruik en omliggende gemeenten

## Demografie
Onderstaande figuur toont het verloop van het inwonertal (bron: INSEE-tellingen).

## Bezienswaardigheden
- de Eglise Saint-Laurent, heropgebouwd na de Eerste Wereldoorlog
- het Deutscher Soldatenfriedhof Neuville-Saint-Vaast, met meer dan 44.800 Duitse gesneuvelden uit de Eerste Wereldoorlog en daarmee de grootste Duitse militaire begraafplaats in Frankrijk
- de Nécropole nationale de la Targette, een Franse militaire begraafplaats met meer dan 12.000 gesneuvelden
- een aantal militaire begraafplaatsen van de CWGC:
  - La Targette British Cemetery
  - Givenchy Road Canadian Cemetery
  - Canadian Cemetery No.2